# Dorothy Green (attrice 1920)
Dorothy Green, nata Dorothy Jeannette Hufford (Los Angeles, 12 gennaio 1920 – Los Angeles, 8 maggio 2008), è stata un'attrice statunitense.
Ha recitato in 17 film dal 1953 al 1976 ed è apparsa in oltre 90 produzioni televisive dal 1953 al 1997.

## Biografia
Dorothy Green nacque a Los Angeles il 12 gennaio 1920.
Debuttò nel 1953 nel film Il grande caldo nel ruolo di Lucy Chapman  e in televisione nell'episodio The Case of the Paper Button della serie televisiva City Detective, andato in onda il 1º gennaio 1953, nel ruolo di  Luisa. Interpretò poi il ruolo di Lavinia Tate in 17 episodi della serie televisiva Tammy dal 1965 al 1966, il ruolo di Jennifer Brooks nella soap opera Febbre d'amore e molti altri personaggi secondari di episodi di serie televisive dagli anni 50 fino agli anni 80 e 90.
La sua ultima apparizione sul piccolo schermo avvenne nell'episodio Mystery Weapon della serie televisiva Exhibit A: Secrets of Forensic Science, andato in onda il 1º gennaio 1997, che lo vede nel ruolo di  Anna Lundt, mentre per il grande schermo l'ultima interpretazione risale al film Help Me... I'm Possessed del 1976 in cui interpreta Edith, l'abitante del castello.
Sposò l'attore Sidney Miller da cui poi divorziò. In seguito si unì al medico Sidney Green (Greenberger) con cui ebbe tre figli. Morì a Los Angeles l'8 maggio 2008 e fu cremata.

## Filmografia

### Cinema
- Il grande caldo (The Big Heat), regia di Fritz Lang (1953)
- Lontano dalle stelle (Bad for Each Other), regia di Irving Rapper (1953)
- Assalto alla terra (Them!), regia di Gordon Douglas (1954)
- Tenebrosa avventura (Finger Man), regia di Harold D. Schuster (1955)
- L'imputato deve morire (Trial), regia di Mark Robson (1955)
- Rapina a San Francisco (No Time to Be Young), regia di David Lowell Rich (1957)
- Quando l'amore è romanzo (The Helen Morgan Story), regia di Michael Curtiz (1957)
- Il frutto del peccato (The Restless Years), regia di Helmut Käutner (1958)
- Il volto del fuggiasco (Face of a Fugitive), regia di Paul Wendkos (1959)
- Man-Trap, regia di Edmond O'Brien (1961)
- Bionde, rosse, brune... (It Happened at the World's Fair), regia di Norman Taurog (1963)
- Mia moglie ci prova (Critic's Choice), regia di Don Weis (1963)
- Giorni caldi a Palm Springs (Palm Springs Weekend), regia di Norman Taurog (1963)
- La zebra in cucina (Zebra in the Kitchen), regia di Ivan Tors (1965)
- Tammy and the Millionaire, regia di Leslie Goodwins (1967)
- Supponiamo che dichiarino la guerra e nessuno ci vada (Suppose They Gave a War and Nobody Came?), regia di Hy Averback (1970)
- Help Me... I'm Possessed, regia di Charles Nizet (1976)

### Televisione
- Hopalong Cassidy – serie TV, un episodio (1953)
- Mayor of the Town – serie TV, un episodio (1954)
- The St. Cloud Storm – film TV (1954)
- Mr. & Mrs. North – serie TV, un episodio (1954)
- Mickey Rooney Show (The Mickey Rooney Show) – serie TV, episodio 1x06 (1954)
- The Adventures of Falcon – serie TV, un episodio (1954)
- La mia piccola Margie (My Little Margie) – serie TV, un episodio (1954)
- The Pepsi-Cola Playhouse – serie TV, 4 episodi (1953-1954)
- Cavalcade of America – serie TV, un episodio (1954)
- The Man Behind the Badge – serie TV, un episodio (1955)
- City Detective – serie TV, 4 episodi (1953-1955)
- The Whistler – serie TV, 3 episodi (1954-1955)
- Treasury Men in Action – serie TV, un episodio (1955)
- Fireside Theatre – serie TV, un episodio (1955)
- The Great Gildersleeve – serie TV, un episodio (1955)
- TV Reader's Digest – serie TV, episodi 1x15-2x10 (1955)
- Alarm – film TV (1956)
- Matinee Theatre – serie TV, 2 episodi (1955-1956)
- Four Star Playhouse – serie TV, 4 episodi (1953-1956)
- Schlitz Playhouse of Stars – serie TV, 3 episodi (1955-1956)
- State Trooper – serie TV, episodio 1x08 (1956)
- Crossroads – serie TV, 4 episodi (1956-1957)
- The George Sanders Mystery Theater – serie TV, un episodio (1957)
- Avventure in elicottero (Whirlybirds) – serie TV, un episodio (1957)
- Code 3 – serie TV, un episodio (1957)
- Studio One – serie TV, un episodio (1958)
- Navy Log – serie TV, episodi 1x38-3x18 (1956-1958)
- Studio 57 – serie TV, 3 episodi (1955-1958)
- The Californians – serie TV, un episodio (1958)
- The Lineup – serie TV, un episodio (1958)
- Casey Jones – serie TV, un episodio (1958)
- The Real McCoys – serie TV, un episodio (1958)
- Sugarfoot – serie TV, episodio 1x17 (1958)
- Richard Diamond (Richard Diamond, Private Detective) – serie TV, un episodio (1958)
- Panico (Panic!) – serie TV, episodio 2x08 (1958)
- Suspicion – serie TV, un episodio (1958)
- The David Niven Show – serie TV, 2 episodi (1959)
- Johnny Midnight – serie TV, un episodio (1960)
- Disneyland – serie TV, 5 episodi (1959-1960)
- Philip Marlowe – serie TV, episodio 1x20 (1960)
- Markham – serie TV, 2 episodi (1960)
- Thriller – serie TV, episodio 1x05 (1960)
- Surfside 6 – serie TV, episodio 1x16 (1961)
- The Case of the Dangerous Robin – serie TV, un episodio (1961)
- The Brothers Brannagan – serie TV, un episodio (1961)
- Coronado 9 – serie TV, 2 episodi (1961)
- The Best of the Post – serie TV, episodio 1x23 (1961)
- Le leggendarie imprese di Wyatt Earp (The Life and Legend of Wyatt Earp) – serie TV, 3 episodi (1958-1961)
- Gunslinger – serie TV, episodio 1x12 (1961)
- Indirizzo permanente (77 Sunset Strip) – serie TV, 2 episodi (1961)
- Cheyenne – serie TV, un episodio (1961)
- Laramie – serie TV, un episodio (1961)
- The Investigators – serie TV, episodio 1x13 (1961)
- Perry Mason – serie TV, 3 episodi (1958-1962)
- General Electric Theater – serie TV, episodio 10x16 (1962)
- Gli uomini della prateria (Rawhide) – serie TV, 3 episodi (1960-1962)
- Carovane verso il west (Wagon Train) – serie TV, 3 episodi (1959-1962)
- Hawaiian Eye – serie TV, 2 episodi (1961-1962)
- Scacco matto (Checkmate) – serie TV, 2 episodi (1961-1962)
- Alcoa Premiere – serie TV, un episodio (1962)
- Going My Way – serie TV, episodio 1x09 (1962)
- The Wide Country – serie TV, episodio 1x22 (1963)
- Kraft Mystery Theater – serie TV, un episodio (1963)
- Sotto accusa (Arrest and Trial) – serie TV, episodio 1x18 (1964)
- Gunsmoke – serie TV, 3 episodi (1960-1964)
- The Fisher Family – serie TV, un episodio (1964)
- The Baileys of Balboa – serie TV, 2 episodi (1965)
- Bonanza – serie TV, 3 episodi (1959-1965)
- Tammy – serie TV, 17 episodi (1965-1966)
- I mostri (The Munsters) – serie TV, un episodio (1966)
- Pistols 'n' Petticoats – serie TV, un episodio (1966)
- Il virginiano (The Virginian) – serie TV, 2 episodi (1965-1966)
- F.B.I. (The F.B.I.) – serie TV, un episodio (1967)
- Mannix – serie TV, un episodio (1967)
- Daniel Boone – serie TV, un episodio (1968)
- The Outsider – serie TV, episodio 1x13 (1968)
- Anatomy of a Crime – film TV (1969)
- Ironside – serie TV, 2 episodi (1969-1970)
- Io e i miei tre figli (My Three Sons) – serie TV, 2 episodi (1960-1970)
- Hawaii squadra cinque zero (Hawaii Five-O) – serie TV, un episodio (1971)
- Adam-12 – serie TV, un episodio (1971)
- O'Hara, U.S. Treasury – serie TV, un episodio (1971)
- Marcus Welby (Marcus Welby, M.D.) – serie TV, 3 episodi (1969-1972)
- Squadra emergenza (Emergency!) – serie TV, un episodio (1972)
- The Six Million Dollar Man – film TV (1973)
- Yes, Virginia, There Is a Santa Claus – film TV (1974)
- Febbre d'amore (The Young and the Restless) – serie TV, un episodio (1975)
- Love Boat (The Love Boat) – serie TV, un episodio (1977)
- Fish – serie TV, un episodio (1978)
- Hello, Larry – serie TV, un episodio (1979)
- Benson – serie TV, un episodio (1981)
- Exhibit A: Secrets of Forensic Science – serie TV, un episodio (1997)